# Stenåsa distrikt
Stenåsa distrikt är ett distrikt i Mörbylånga kommun och Kalmar län på södra Öland. 
Distriktet ligger på Ölands östkust, öster om Mörbylånga. 

## Tidigare administrativ tillhörighet
Distriktet inrättades 2016 och utgörs av socknen Stenåsa i Mörbylånga kommun.
Området motsvarar den omfattning Stenåsa församling hade vid årsskiftet 1999/2000.